# Azad Marshall

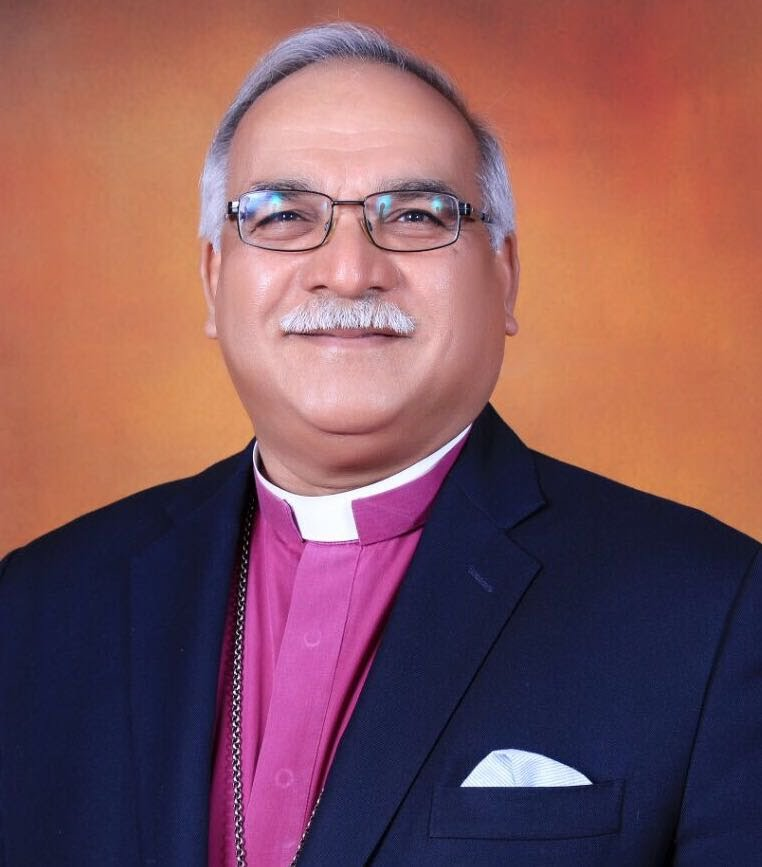
Azad Marshall

Azad Marshall ist ein pakistanischer Bischof, derzeit (seit Mai 2021) der Moderator Bishop der Church of Pakistan, einer vereinigten Kirche, die Mitglied der Weltgemeinschaft Reformierter Kirchen, der Anglikanischen Gemeinschaft und des Weltrats methodistischer Kirchen ist. Er diente vorher als sechster Bischof der Diözese Iran in der Episkopalkirche von Jerusalem und dem Nahen Osten in der Anglikanischen Gemeinschaft (seit 2007).

## Leben

### Ausbildung
Marshall absolvierte sein Studium an der University of the Punjab, wo er einen Bachelor of Arts erwarb. Er studierte danach am Ramsey House Theological College in Cambridge, England und hat den Master of Divinity des Gujranwala Theological Seminary in Pakistan sowie den Master of Theology der London School of Theology.

### Karriere
Sei 1976 arbeitete Marshall mit dem „Send the Light Trust“ im Iran und dann auf zwei Schiffen des Internationalen Team for Promoting „Good books“, zur Verteilung humanitärer Hilfe weltweit.
1980 gründete er die Organisation Church Foundation Seminars, einen kirchenbezogenen Lehr- und Trainingsdienst, um Pastoren und Kirchenführer zu stärken. 1985 gründete er das Institute for Basic Adult Development and Training, ein Trainingsprogramm zur Alphabetisierung und Berufsausbildung. Diese Organisation führt derzeit 250 Zentren und betreut ca. 100.000 'Studenten'. Azad gründete auch das Prince of Peace Library and Center zur Verständigung zwischen Christen und Muslimen in den Gemeinschaften von Shanti Nagar, Pakistan.
Marshall wurde 1987 zum  Diakon ordiniert und 1988 als Presbyter in der Church of Pakistan eingesetzt. Er diente als Vikar an der St. Andrew’s Church, Lahore. 1994 wurde er von der Church of Pakistan als Bischof eingesetzt für die Urdu-sprachigen Gemeinden in den Golfstaaten. Im folgenden Jahr wurde er zum Associate Bishop in the Province of the Middle East ernannt.
2003 wurde Bischof Azad zum Vicar General in der Episkopalkirche von Jerusalem und dem Nahen Osten ernannt als Episkopaler Aufseher der Diözese Iran. 2007 wurde er als sechster Bischof des Iran und 2009 als Assistant Bishop der Diözese von Zypern und dem Golf für die Urdu-sprachigen Gemeinden ernannt. Im selben Jahr wurde er als Mitglied des Standing Committee of the Anglican Consultative Council und als Präsident des National Council of Churches in Pakistan gewählt.
Nashotah House verlieh Marshall den Grad eines Doctor of Divinity, Honoris causa.
Am 8. Januar 2016 wurde Marshall zum Coadjutor Bishop der Diözese Raiwind in der Church of Pakistan ernannt und am 20. August 2017 inthronisiert.
Er ist ein Unterstützer des Anglican realignment und hielt in diesem Sinne im Januar 2013 eine Ansprache beim College of Bishops der Anglican Church in North America in Orlando, Florida. Er nahm an der zusätzlichen Konferenz G19 teil, die als Ersatz für diejenigen stattfand, die im Jahr 2019 nicht an der Global Anglican Future Conference (GAFCON III) in Dubai teilnehmen konnten.
Beim 16. Triennial Meeting der Synode der Church of Pakistan am 14. Mai 2021 wurde Azad Marshall als Moderator gewählt.

## Werke
Marshall hat einige Schriften veröffentlicht:
- Onward and Upward (dt.: Vorwärts und Aufwärts, 1990), ein Vorbereitungskurs zur Konfirmation;
- Churches of the Middle East (Kirchen des Mittleren Ostens, 1993);
- Letters to the Seven Churches in Revelation (Briefe an die Sieben Kirchen in der Offenbarung, 1994);
- Lent and Us (Fastenzeit und Wir 1994);

Als Herausgeber war er an dem Band Building Bridges (Brücken bauen) beteiligt, einer Sammlung von Reden von Lord Robert Runcie, dem damaligen Erzbischof von Canterbury, anlässlich seines Besuchs in Pakistan.

## Familie
Marshall ist verheiratet mit Lesley. Mit ihr hat er zwei Kinder. Seine Frau leitet eine Organisation zur Förderung unterprivilegierter Frauen in Pakistan.